# 木ノ芽峠トンネル

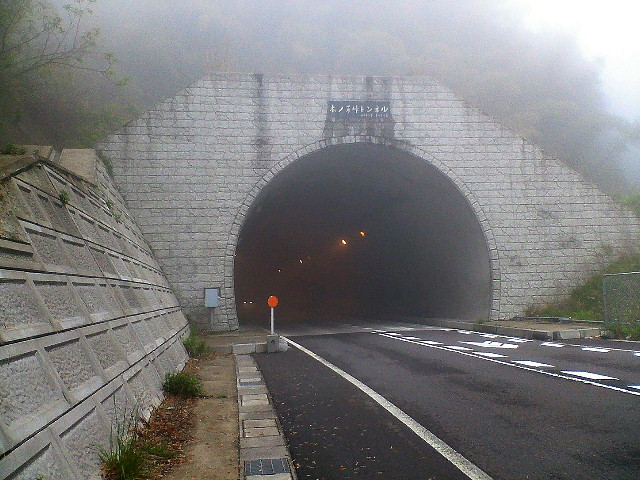
木ノ芽峠トンネル 敦賀側坑口

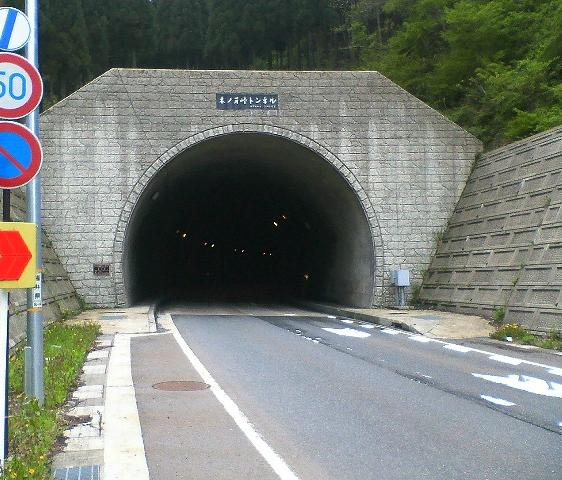
木ノ芽峠トンネル 今庄側坑口

木ノ芽峠トンネル（きのめとうげトンネル/Kinometouge Tunnel）は、福井県南条郡南越前町上板取と同県敦賀市新保を結ぶ国道476号のトンネルである。

## 概要
2004年3月26日に供用開始。延長1,783mであり、県内の一般道路のトンネルでは福井県道141号竹波立石縄間線敦賀半島トンネル（延長3,863m）、国道305号ホノケ山トンネル（延長2,709m）、国道27号（金山バイパス）旗護山トンネル（延長 西行1,790m、東行1,832m）に次ぐ。
トンネル開通に当たって、取り付け部にあたる敦賀側の282mと今庄（南越前町）側の1,025m（国道365号との重複部分を含む）が拡幅された。交通量の増加を見越して、旧北陸本線から転用した獺河内トンネルが拡幅している。敦賀市内ではトンネル開通に合わせて道路の拡幅などが行われたが、南越前町内では、国道365号の旧今庄町中心部や旧南条町も含めて殆どの区間が従来の道路幅のままであるが、一部箇所で道路の拡張工事を行っている箇所が見られる。
嶺北と嶺南を結ぶ主要道路としては、国道8号（敦賀トンネル・8号防災部分）、北陸自動車道に次ぐものである。
木ノ芽峠トンネルが供用されたことによって、国道476号の通行不能部分のうち、南越前町 - 敦賀市の部分が解消されている。
敦賀・今庄両方向ともトンネルに向かって急な上り坂になっているため、走行には十分注意が必要である。今庄側には、トンネル出口の長い下り坂でフットブレーキが効かなくなったときのために、盛り土に乗り上げて車を停める待避所が用意されている。

## 周辺
- 今庄365スキー場